# Стриханка (зупинний пункт)
Стриха́нка — пасажирська зупинна залізнична платформа Львівської дирекції Львівської залізниці.
Розташована поблизу с. Стриганка Кам'янка-Бузький район, Львівської області на лінії Сапіжанка — Ковель між станціями Добротвір (8 км) та Соснівка (5 км).
Станом на грудень 2016 р. на платформі зупиняються приміські поїзди.